# Ряст рутковий
Ряст рутковий (Corydalis capnoides) — вид однодольних квіткових рослин з родини злакових (Poaceae).

## Опис
Однорічна рослина 10–40 см заввишки. Стебло висхідне гіллясте голе. Листки двоперисто-складні, листочки 3-роздільні. Суцвіття пазушні, прямі, малоквіткові. Квітки на довгих ніжках, жовто-білі, близько 15 мм завдовжки, спереду жовті, шпорець довгий. Плід — довгаста лінійна, 2—5 см завдовжки, поникла коробочка.

## Поширення
Росте у Євразії від Італії до Сибіру.
В Україні вид росте у лісах, чагарниках на кам'янистому ґрунті — у Карпатах.